# Odontopera ochracea
Odontopera ochracea är en fjärilsart som beskrevs av Fleck 1904. Odontopera ochracea ingår i släktet Odontopera och familjen mätare. Inga underarter finns listade i Catalogue of Life.